# Homochlodes orina
Homochlodes orina là một loài bướm đêm trong họ Geometridae.